# Voetbalkampioenschap van Mulde
Het voetbalkampioenschap van Mulde  (Duits: Gauliga Mulde) was een van de regionale voetbalcompetities van de Midden-Duitse voetbalbond, die bestond van 1923 tot 1933. De kampioen plaatste zich telkens voor de Midden-Duitse eindronde en maakte zo ook kans op de nationale eindronde. De competitie werd op zijn minst vanaf 1921 en mogelijks vanaf 1919 reeds georganiseerd als  tweede klasse van de Kreisliga Saale. In 1923 werd de Kreisliga afgevoerd en werden de verschillende tweede klassen opgewaardeerd tot hoogste klasse. 
In 1930 werd het kampioenschap van Elbe-Elster ook bij Mulde ondergebracht. De competities bleven wel als aparte reeksen bestaan, maar de twee kampioenen bekampten elkaar eerst voor een eindrondeticket.
In 1933 kwam de Nationaalsocialistische Duitse Arbeiderspartij aan de macht en werden de overkoepelende voetbalbonden en hun talloze onderverdelingen opgeheven om plaats te maken voor de nieuwe Gauliga. De competitie van Mulde bleef wel bestaan, maar werd nu de derde klasse (Kreisklasse). VfL Bitterfeld werd toegelaten tot de Gauliga Mitte, maar de andere clubs werden hiervoor en ook voor de Bezirksklasse Magdeburg-Anhalt, dat nu de tweede klasse werd, te zwak bevonden en gingen verder in de Kreisklasse Mulde spelen. 

## Erelijst
- 1924 VfB Preußen Greppin
- 1925 VfB Preußen Greppin
- 1926 VfB Preußen Greppin
- 1927 VfL 1911 Bitterfeld
- 1928 VfL 1911 Bitterfeld
- 1929 VfB Preußen Greppin
- 1930 VfL 1911 Bitterfeld
- 1931 VfL 1911 Bitterfeld
- 1932 VfL 1911 Bitterfeld
- 1933 VfL 1911 Bitterfeld

### Kampioenen
| Club                     | Titels |
| ------------------------ | ------ |
| VfL 1911 Bitterfeld      | 6      |
| VfB Preußen Greppin 1911 | 4      |

## Seizoenen
Hieronder overzicht van de clubs die in de Gauliga Mulde speelden van 1923 tot 1930 en in de groep Altmulde van 1930-1933, teams die van 1930 tot 1933 in de groep Elbe-Elster speelden, zie Gauliga Elbe-Elster. FC Viktoria Wittenberg speelde als enige club voor de Eerste Wereldoorlog ook in de competitie van Elbe-Elster. 
| Club                            | /10 | Periode (1923-1933)  |
| ------------------------------- | --- | -------------------- |
| VfB Preußen Greppin 1911        | 10  | 1923-1933            |
| Holzweißiger SV                 | 10  | 1923-1933            |
| BC Union 1911 Sandersdorf       | 10  | 1923-1933            |
| VfL 1911 Bitterfeld             | 10  | 1923-1933            |
| VfB Zscherndorf                 | 10  | 1923-1933            |
| SpVgg 1907 Wittenberg           | 10  | 1923-1933            |
| FC Viktoria 1907 Wittenberg     | 9   | 1923-1928, 1929-1933 |
| VfR Piesteritz                  | 9   | 1923-1925, 1926-1933 |
| TV Friesen 1908 Bitterfeld      | 7   | 1923-1930            |
| VfL 1915 Wolfen                 | 7   | 1924-1931            |
| SV Frischauf Friedersdorf       | 2   | 1931-1933            |
| SC Wacker Bitterfeld            | 2   | 1930-1932            |
| SpVgg Zschornewitz              | 1   | 1923-1924            |
| SV 1920 Roitzsch                | 1   | 1925-1926            |
| SV Griesheim-Elekron Bitterfeld | 1   | 1928-1929            |

1923/24 · 1924/25 · 1925/26 · 1926/27 · 1927/28 · 1928/29 · 1929/30 · 1930/31 · 1931/32 · 1932/33